# Mont Brazeau
El Mont Brazeau és una muntanya que s'eleva fins als 3.470 msnm. Es troba a la vall superior del Coronet Creek, dins el Parc Nacional de Jasper, a Alberta, Canadà. El nom li va ser donat el 1902 per Arthur P. Coleman en honor de Joseph Edward Brazeau, que havia participat e com a traductor en l'expedició Palliser.
La primera ascensió la van protagonitzar A. Carpe, W.D. Harris i Howard Palmer el 1923.